# ورزشگاه دین کورت
ورزشگاه دین کورت (انگلیسی: Dean Court) یک ورزشگاه فوتبال در شهر بورنموث، انگلستان است.
این ورزشگاه که در سال ۱۹۱۰ تأسیس شده دارای ۱۱٬۳۶۰ نفر ظرفیت می‌باشد و ورزشگاه خانگی باشگاه فوتبال ای. اف. سی بورنموث محسوب می‌شود.